# Kay Fisker
Kay Otto Fisker (Frederiksberg, 14 de fevereiro de 1893 – Copenhague, 21 de junho de 1965) foi um arquiteto dinamarquês.

## Biografia
Kay Fisker nasceu em 14 de fevereiro de 1893 no Frederiksberg, Copenhagen. Entrou na Academia Real de Belas Artes da Dinamarca em 1909 e enquanto trabalhava nos escritórios dos principais arquitetos escandinavos como Anthon Rosen, Sigurd Lewerentz, Gunnar Asplund e Hack Kampmann paralelo aos seus estudos. Em 1915, em colaboração com Aage Rafn, ele ganhou uma competição para projetar as estações ferroviárias ao longo da ferrovia Almindingen-Gudhjem, na ilha dinamarquesa de Bornholm.
Depois de se formar, sua carreira como arquiteto praticante foi dominada por inúmeros projetos residenciais influentes. Vestersøhus foi construído em 1935 a 1939 por Fisker e C. F. Møller. Tornou-se instantaneamente um modelo na Dinamarca para os blocos de varanda e janela da época.
A partir de 1930 começou a “introduzir na arquitetura moderna inclinação nos telhados e uma maneira neo-empirista de articular os corpos de cada edifício de forma flexível e aberta à paisagem”. Uma de suas maiores obras é a nova Universidade de Aarhus, inaugurada em 1933 com o Instituto Químico-Físico, um expoente qualificado da arquitetura moderna dinamarquesa.